# Marie Terezie z Ditrichštejna
Marie Terezie z Ditrichštejna (německy Maria Theresia Johanna Nepomucena Josepha Juliana von Dietrichstein; 11. srpna 1768 Vídeň – 16. září 1822) byla česko-rakouská šlechtična z moravského rodu Ditrichštejnů. Svými dvěma sňatky se přivdala do rodu Kinských a Merveldtů.

## Život

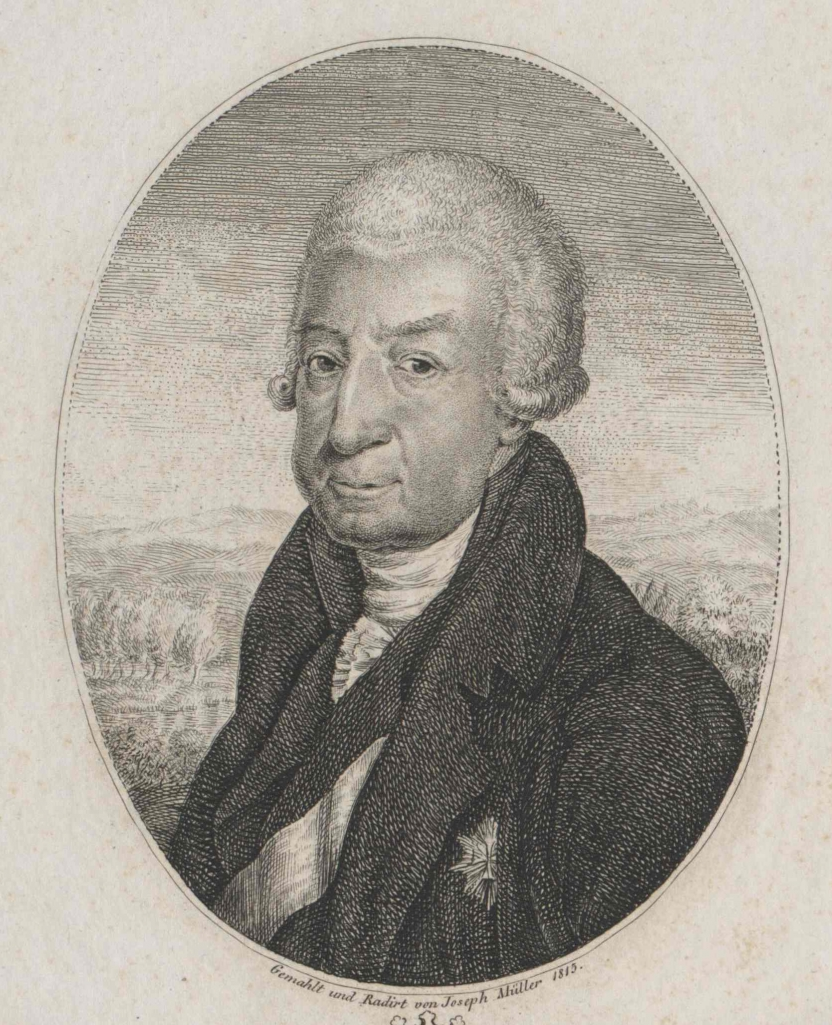
Filip Josef hrabě Kinský z Vchynic a Tetova (1741–1827), první manžel

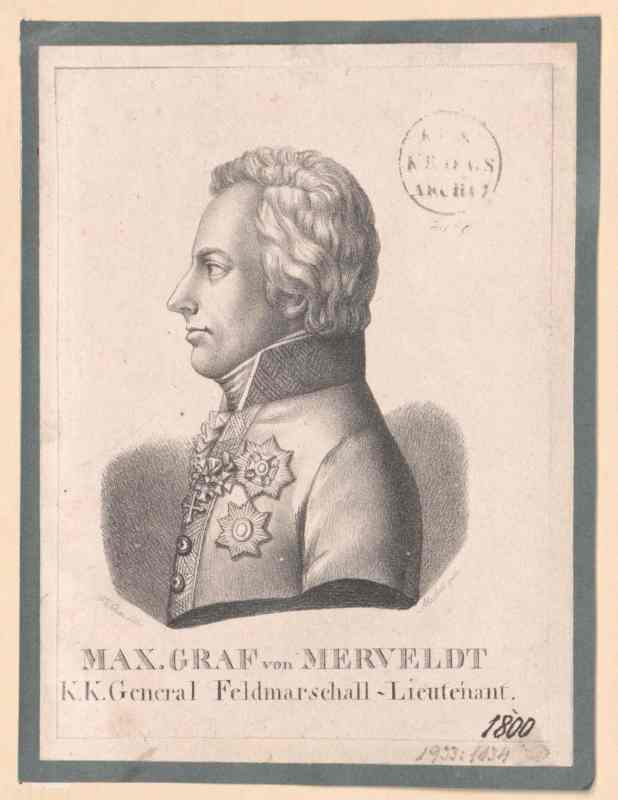
Maxmilián Bedřich z Merveldtu, druhý manžel

Narodila se čtvrté dítě a druhá (ale nejstarší a jediná přeživší) dcera Karla Jana, 7. knížete z Ditrichštejna a jeho manželky, hraběnky Marie Kristýny, rozené z Thun-Hohensteinu, dcery hraběte Jana Josefa z Thun-Hohensteinu (1711–1788) a jeho manželky princezny Kristýny z Hohenzollern-Hechingenu (1715–1749). Jejími sourozenci byli Mořic Josef Jan a František Josef z Ditrichštejna.
Marie Terezie byla žena neobyčejné krásy a bláznivě se do ní zamiloval samotný císař Josef II. Aby si zachránila reputaci a postavení Ditrichštejnů u dvora, když byl císař na bojišti, byl domluven její sňatek s o mnoho starším císařským komorníkem a generálem hrabětem Filipem Josefem Kinským z Vchynic a Tetova (1741-1827). Svatba se konala ve vídeňském Hofburgu 27. srpna 1787. Tento svazek byl však krajně nešťastný a ženich Terezii téměř ihned opustil. Formální odluka byla vyhlášena v roce 1788, ale ani jeden z manželů nemohl podle katolických předpisů uzavřít jiné manželství.
Od roku 1798 se Marie Terezie sblížila s císařským diplomatem a generálem Maxmiliánem Bedřichem hrabětem z Merveldtu (1764–1815). Protože byl rytířem německého řádu, mohl se s ní oženit až v roce 1807, kdy dosáhl uvolnění těchto slibů. Terezii však nadále nebylo umožněno se znovu vdát, dokud Svatý stolec nesvolí k rozluce jejího manželství. Poté, co prohlásila, že byla donucena se provdat za hraběte Kinského a v „letargickém“ stavu její strýc z matčiny strany Leopold Linhart z Thun-Hohensteinu, pasovský biskup (který obřad celebroval) slyšel její sotva slyšitelné „ano“, byla Marie Terezie konečně rozvedena a mohla se provdat za hraběte Merveldta.
Terezie a Maxmilián z Merveldtu se vzali 16. února 1807 v Petrohradu, kde byl v té době ženich císařským velvyslancem. Za šperky a diamanty jako dárky své ženě Maxmillián údajně utratil více než 150 000 zlatých.
Po osmi letech manželství roku 1815 Maxmilián z Merveldtu zemřel. Manželé měli syna Rudolfa.
Marie Terezie se již nikdy znovu nevdala a zemřela o osm let později ve věku 54 let. Byla pohřbena rodové hrobce Ditrichštejnů v Mikulově.